# Gonzalo Mateo
Prof. Gonzalo Mateo Sanz (Valladolid, España, 1953 ) es un botánico y profesor español jubilado. Fue titular de Biología Vegetal del Departamento de Botánica (Facultad de Biología) de la Universidad de Valencia. Sigue trabajando como investigador en el Jardín Botánico de la Universidad de Valencia, adscrito al Institut Cavanilles de Biodiversitat i Biologia Evolutiva.
Es el principal experto español en el conocimiento florístico y fitogeográfico del Sistema Ibérico, como también en la taxonomía de algunos géneros complejos de plantas vasculares -por ejemplo, Hieracium y Pilosella-. Tiene más de 400 publicaciones científicas y, desde la década de 1980, ha dirigido o codirigido 23 tesinas y tesis doctorales, y ha creado una fecunda escuela de expertos en estudios florísticos y taxonómicos de la Comunidad Valenciana y territorios adyacentes, y ha rescatado la aportación científica de ilustres botánicos de siglos pasados como Carlos Pau Español. Es autor de las claves de determinación de plantas vasculares de diferentes provincias del Sistema Ibérico y, en especial, las de la Comunidad Valenciana, elaboradas con el Dr. Manuel Benito Crespo así como de libros, capítulos de libro y artículos científicos y de divulgación, relativas a la investigación taxonómica, florística, biogeográfica, fitosociológica y de conservación de la flora mediterránea. Como experto en taxonomía de las plantas forma parte del equipo de autores del proyecto Flora Ibérica, y ha dado nombre a 133 especies, subespecies y variedades nuevas para la ciencia. Dirige, desde su creación en el 1995, Flora Montiberica, la única revista científica monográfica sobre la flora silvestre que se edita en la Comunidad Valenciana. y la primera revista botánica española que distribuye gratuitamente sus contenidos a través de internet

## Biografía
Nació en Valladolid, España, donde completó su formación académica básica y el bachillerato. En 1974 obtuvo la licenciatura en Ciencias Biológicas, especialidad botánica, por la Universidad de Valencia, y en la misma alta casa de estudios, el doctorado en Biología, en 1981, con la máxima calificación.

## Algunas publicaciones

### Libros de Botánica
- Gonzalo Mateo Sanz. 2016. Los nombres comunes de las plantas. Propuesta de unificación de los nombres comunes de la flora vascular del Sistema Ibérico y su entorno. Monografías de Flora Montiberica n.º 7. 115 pp. Jolube Consultor y Editor Botánico. ISBN 978-84-945880-2-0.

- Juan Antonio Alejandre Sáenz, José Antonio Arizaleta Urarte, Javier Benito Ayuso, Gonzalo Mateo Sanz. 2016. Actualización del catálogo de la flora vascular silvestre de La Rioja: Estado de conocimiento en la primavera de 2016. Monografías de Botánica Ibérica 16. 106 pp.Jolube Consultor y Editor Botánico, Jaca, Huesca. ISBN 9788494356179.

- JJuan Antonio Alejandre Sáenz, Javier Benito Ayuso, Javier María García-López, Gonzalo Mateo Sanz. 2016. Actualización del catálogo de la flora vascular silvestre de Burgos: Estado de conocimiento en la primavera de 2016. Monografías de Botánica Ibérica 18. 144 pp.Jolube Consultor y Editor Botánico, Jaca, Huesca. ISBN 9788494356193.

- Gonzalo Mateo Sanz, Manuel B. Crespo Villalba. 2014. Claves Ilustradas para la Flora Valenciana. Monografías de Flora Montiberica n.º 6. 503 pp. Jolube Consultor y Editor Botánico. ISBN 9788494199677.

- Luis Alberto Longares Aladrén, Gonzalo Mateo Sanz. 2014. La vegetación de la provincia de Teruel. Cartillas turolenses 29. Editor Instituto de Estudios Turolenses, 60 pp. ISBN 849605358X, ISBN 9788496053588.

- Juan Antonio Alejandre Sáenz, Javier Benito Ayuso, Javier María García-López, Gonzalo Mateo Sanz. 2014. Actualización del catálogo de la flora vascular silvestre de Burgos: Estado de conocimiento en el invierno-primavera 2013-2014. Monografías de Botánica Ibérica 12. 88 pp. Jolube Consultor y Editor Botánico, Jaca, Huesca. ISBN 8494199633, ISBN 9788494199639.

- Gonzalo Mateo Sanz. 2013. Introducción a la flora de las sierras de Gúdar y Javalambre (Teruel). Colección Naturaleza de la Comarca Gúdar-Javalambre, n.º 2. 178 pp. Jolube Consultor y Editor Botánico. ISBN 9788493958169. ISBN 9788493958183.

- Gonzalo Mateo Sanz, José Luis Lozano Terrazas y Antoni Aguilella Palasí. 2013. Catálogo florístico de las sierras de Gúdar y Javalambre (Teruel). Colección Naturaleza de la Comarca Gúdar-Javalambre, n.º 1. 210 pp. Jolube Consultor y Editor Botánico. ISBN 9788493958152. ISBN 9788493958145.

- Gonzalo Mateo Sanz, Javier Fabado Alós, José Luis Benito Alonso. 1995-actualidad. Revista Flora Montiberica, vols. 1-77 (1995-). ISBN 1988-799X.

- Gonzalo Mateo Sanz 2013. LAS PLANTAS SILVESTRES DEL SISTEMA IBÉRICO ORIENTAL Y SU ENTORNO: GUÍA ILUSTRADA PARA SU IDENTIFICACIÓN. Jolube Consultor y Editor Botánico, Jaca, Huesca. ISBN 9788493958176.

- Gonzalo Mateo Sanz, Manuel B. Crespo Villalba, Emilio Laguna Lumbreras. 2021. Flora valentina. Flora vascular de la Comunidad Valenciana. vol. IV (Angiospermae, IV). Lamiaceae-Rhamnaceae. Monografías de Flora Montiberica, n.º 7. Ed. Jolube Consultor Botánico y Editor. 366 pp. ISBN 978-84-121656-9-2

- Gonzalo Mateo Sanz, Manuel B. Crespo Villalba, Emilio Laguna Lumbreras. 2015. Flora valentina. Flora vascular de la Comunidad Valenciana. vol. III (Angiospermae, III). Convolvulaceae-Juglandaceae. Editor Fundación de la Comunidad Valenciana para el Medio Ambiente. 552 pp. ISBN 978-84-482-6011-8

- Gonzalo Mateo Sanz, Manuel B. Crespo Villalba, Emilio Laguna Lumbreras. 2013. Flora valentina. Flora vascular de la Comunidad Valenciana. vol. 2 (Angiospermae, II). Berberidaceae-Compositae. Editor Fundación de la Comunidad Valenciana para el Medio Ambiente. 268 pp. ISBN 978-84-482-5855-9.

- Gonzalo Mateo Sanz, Manuel B. Crespo Villalba, Emilio Laguna Lumbreras. 2011. Flora valentina. Flora vascular de la Comunidad Valenciana. vol. 1 (Pteridophyta, Gymnospermae,, Angiospermae(I). Editor Fundación de la Comunidad Valenciana para el Medio Ambiente, 539 pp. ISBN 978-84-482-5537-4.

- Gonzalo Mateo Sanz, Manuel B. Crespo Villalba. 2009. Manual para la determinación de la flora valenciana, edición 4. Monografías de Flora Montiberica n.º 5. Editor Librería Compás, Alicante, 507 pp. ISBN 978-84-86776-73-2.

- Gonzalo Mateo Sanz, Manuel B. Crespo Villalba. 1998. Manual para la determinación de la flora valenciana. Monografías de Flora Montiberica n.º 3. Editor Flora Montiberica.org, 495 pp. ISBN 84-923461-0-8.

- Gonzalo Mateo Sanz, Manuel B. Crespo Villalba. 1995. Flora abreviada de la Comunidad Valenciana. Editor Gamma, 483 pp. ISBN 84-89522-08-1.

- Gonzalo Mateo Sanz, Manuel B. Crespo Villalba. 1990. Claves para la flora valenciana. Editor Promoció Cultura Valenciana, 430 pp. ISBN 84-85446-39-9.

- Gonzalo Mateo Sanz. 1990. Catálogo florístico de la provincia de Teruel. Ed. ilustr. de Instituto de Estudios Turolenses, Excma. Diputación Provincial de Teruel, 548 pp. ISBN 8486982146, ISBN 9788486982140.

### Libros sobre Toponimia
- Gonzalo Mateo Sanz. 2020. Topónimos y apellidos ancestrales de los países de la hispanidad. Monografías de Toponimia Ibérica, n.º 3. 289 pp. Jolube Consultor y Editor Botánico. ISBN 978-84-121656-2-3.

- Gonzalo Mateo Sanz. 2020. Toponimia comparada, española e internacional, interpretable sobre raíces ibéricas. Monografías de Toponimia Ibérica, n.º 2. 467 pp. Jolube Consultor y Editor Botánico. ISBN 978-84-120620-7-6.

- Gonzalo Mateo Sanz. 2019. Topónimos y apellidos españoles de origen ibérico o pre-latino. Monografías de Toponimia Ibérica, n.º 1. 230 pp. Jolube Consultor y Editor Botánico. ISBN 978-84-947985-9-7.

### Otra obra
- Gonzalo Mateo Sanz, Roberto Parra Cremades, Pablo Mendoza Casp. 2012. Repensar nuestra cultura. 127 pp. Jolube Consultor y Editor Botánico, Jaca, Huesca. ISBN 8493958115, ISBN 9788493958114

## Honores
- Asociación de Herbarios Ibero-Macaronésicos (AHIM),[6]
- Evaluador de proyectos de investigación de l'AGAUR (Agència de Gestió d'Ajuts Universitaris i de Recerca), de la Generalidad de Cataluña.
- Evaluador experto de proyectos de investigación de la ANEP (Agencia Nacional de Evaluación y Prospectiva), del Gobierno de España.

### Membresías
- “Mediterranean Island Specialist Group” de la Species Survival Commission de la UICN (Unión Mundial para la Naturaleza)

- "Grupo de Trabajo de Flora", del Comité Español de la UICN

- "International Association for Plant Taxonomy" (IAPT),[7]

- "Asociación Española de Fitosociología" (AEFA), dependiente de la Federation Internationale de Phytosociologie (FIP)

- "Asociación Española para el Estudio de los Pastos" (SEEP)

- "American Society of Plant Taxonomists" (ASPT),[8]

- "Organization for the Phyto-Taxonomical Investigation of the Mediterranean Area" (OPTIMA),[9]

- "Systematics Association" (Londres)